# Jaklovszky Dénes
Jaklovszky Dénes (Kolozsvár, 1884. október 28. – Székelyudvarhely, 1968. június 5.) erdélyi magyar pedagógiai szakíró, műfordító.

## Életútja
Szülővárosában végzett középiskolai és egyetemi tanulmányai után latin–görög szakos tanári oklevelet nyert. Középiskolai tanár volt Nagyszombatban, Gyulán, Székelyudvarhelyen és Nagykárolyban. Az első világháború idején fogságba esett, ott tanult meg oroszul. 1923-ban oklevelet szerzett román és francia nyelvből és irodalomból is. 1943-ban vonult nyugalomba, de Székelyudvarhelyre visszatérve az 1950-es évek derekáig újra tanított.

## Munkássága
Nevelési tárgyú írásait és irodalmi fordításait oroszból, románból, németből, latinból és görögből az Erdélyi Szemle, Erdélyi Tudósító, Keleti Újság, Ellenzék, A Hírnök, Pásztortűz, Székely Közélet, Székelység, Erdélyi Lapok, valamint iskolai évkönyvek és naptárak közölték. Lev Tolsztoj Sok föld kell-e az embernek? című munkája az ő fordításában jelent meg (Kolozsvár, 1925). Latinból fordította és bevezetéssel ellátta Lakatos István csíkkozmási plébános 1702-ből való kéziratos művét: Székelyudvarhely legrégibb leírása (Erdélyi Ritkaságok 6. Kolozsvár, 1942).